# 超距作用
在物理學裏，超距作用（英語：action at a distance）指的是分別處於空間兩個不毗連區域的兩個物體彼此之間的非局域相互作用。
在早期的引力理論、電磁理論裏，超距作用這術語最常用於描述物體因遙遠物體影響而產生的現象。更一般地，早期原子論、機械論（mechanistic theory）試圖將所有物理相互作用都約化為碰撞，其中一些不成功案例只能被歸咎為超距作用。對於這難以理解的現象所作的探索與分析，導致物理學顯著的發展，從場的概念，到量子糾纏的描述與標準模型媒介粒子的點子。

## 牛頓力學

遵守萬有引力定律，兩個物體相互施加引力於對方。

假設粒子1和粒子2處於空間的某兩不同位置，則根據萬有引力定律，兩粒子相互直接施加於對方的引力，其大小 {\displaystyle F} 必定與距離 {\displaystyle r} 的平方成反比：
{\displaystyle F=G{\frac {m_{1}m_{2}}{r^{2}}}} ；
其中，{\displaystyle G} 是萬有引力常數，{\displaystyle m_{1}} 、{\displaystyle m_{2}} 分別是粒子1和粒子2的質量。
從這方程式，可以推論萬有引力是一種超距作用，牛頓萬有引力定律只提到兩粒子相互直接作用於對方的引力，並沒有解釋引力傳遞過程，而且這定律與時間無關，意味著瞬時直接地超距作用。
艾薩克·牛頓的引力理論不能給出任何引力相互作用的媒介。它假設引力具有瞬時性質，不管距離有多遠。從牛頓力學的觀點，超距作用可以視為一種現象，在這現象裏，一個系統的內秉性質會影響遙遠系統內秉性質，不論任何其它系統有否影響遙遠系統，並且，沒有任何過程毗連地傳遞這影響於空間和時間。
牛頓試圖尋找引力的成因，但並未獲得成功。在一封寫給劍橋大學三一學院院長理查·本特利（Richard Bentley）的信裏，牛頓表示，
實在難以想像沒有生命的物質能夠作用與影響其它物質，完全不需要非物質傳遞機制，也不倚靠彼此接觸……對於物質而言，引力應該是那麼內在的、固有的、本質的，能夠使得一個物體能夠作用於以真空相隔有限距離的另一個物體，而不需要通過任何非物質的媒介來傳遞作用力，這對我來說這是一個超大荒謬，我相信不會有任何在哲學方面具有充分思考能力的人士會墜入其中。引力必定是由按照某種定律作用的代理所造成的。至於這代理到底是物質的還是非物質的，在這裡我留給我的讀者來思考。
 — 牛頓
通过机械原理从均匀散布于天穹的物质中推导出宇宙框架的假说，与我的理论体系并不相容，因此在您来信促使我关注之前，我对其思考甚少。鉴于您的研究需要，现补充几点见解：

我在先前信件中已阐明，行星每日的自转现象无法仅通过引力解释，必须借助神圣力量的推动。虽然引力能使行星沿直线或略有倾斜的轨迹落向太阳，但它们沿轨道切线方向的横向运动，仍需神圣力量施加作用。在此需要进一步指出：物质最初均匀分布的假说，若与固有引力理论并存，就必须依赖超自然力量进行调和——这实际上构成了神明存在的证明。因为如果引力是物质的固有属性，地球及所有行星恒星的物质就绝不可能脱离现有形态，重新均匀散布于整个宇宙空间，除非存在超自然干预。显然，未来无法自然发生的状态，在过去同样需要同等神力的介入。
您曾质疑：如果物质均匀分布于某个非球形的有限空间，当其向中心天体坠落时，是否会使该天体形成与原始空间相同的形状？我的肯定回答需要补充两个前提条件：第一，物质必须垂直坠向该天体；第二，该天体本身不存在自转运动。

 — 艾萨克·牛顿

## 電磁學

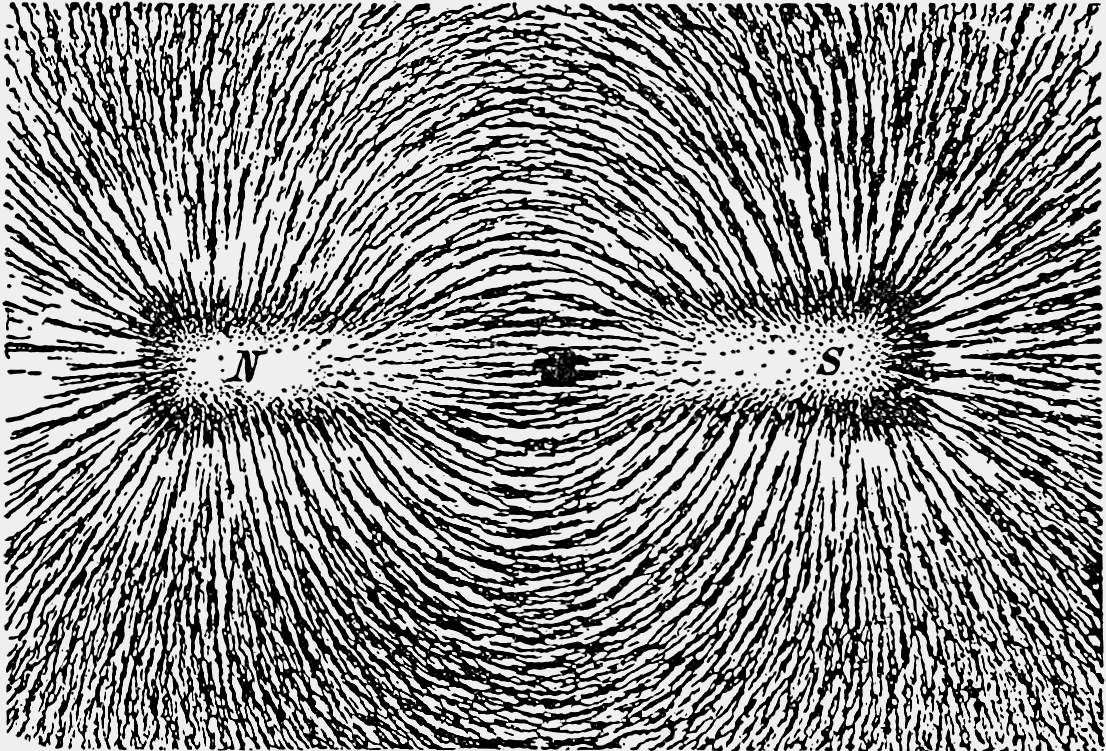
透過鐵粉顯示出的磁力線。將條狀磁鐵放在白紙下面，鋪灑一堆鐵粉在白紙上面，這些鐵粉會依著磁力線的方向排列，形成一條條的曲線，在曲線的每一點顯示出磁力線的方向。

假設將一堆鐵粉鋪灑在一塊磁鐵的四周，這些鐵粉會依著磁場的方向排列，形成一條條的曲線，在曲線的每一點表現出磁場的存在和磁力線的方向。這明確地顯示出磁力線是一種真實現像。假若鐵粉感受到的是直接由磁鐵施加的作用力，則這是一種超距作用。
麥可·法拉第首先提出場的概念，他主張，形成場的磁力線是空間的一種狀況，而這空間可以是虛無一物的空間。磁力線能夠移動、收縮與膨脹，粒子是磁力線的初始點與終結點。倚賴滿布於空間的磁力線，相互作用從一個物體經過一段時間傳遞到另一個物體；這不是一種瞬時現象，不會出現超距作用。這種將場視為空間的物理性質的論述，現已被學術界廣泛接受為標準論述。:301:2
詹姆斯·馬克士威認為，雖然超距作用能夠滿意地計算出很多電磁現象，但是，超距作用不能解釋整個圖案。他主張在空間裏瀰漫著一種稱為以太的物質，能夠遵守經典力學的牛頓定律，磁力線是以太的一種狀況，這樣，相互作用能從一個區域傳遞到毗連的另一個區域，從一個物體經過一段時間傳遞到另一個物體。早在鋪灑鐵粉之前，磁鐵就已經在四周傳播出磁場；不論鋪灑鐵粉了沒有，磁場都存在；磁鐵並不是直接施加作用力於鐵粉，而是經過磁場施加作用力於鐵粉；也就是說，鐵粉感受到的是磁場的作用力。
在電磁學裏，為了要說明超距作用，導致發展出場論，場能夠媒介電流與電荷之間隔著自由空間彼此施加於對方的相互作用。根據場論，電荷在四週生成電場，其它電荷會感受到電場的作用力，這就是兩個帶電粒子彼此之間庫侖相互作用的機制。馬克士威方程組用電磁場來計算所有電磁相互作用。在馬克士威理論裏，場的概念被提升至基礎角色，場具有自己的實體，在空間擁有動量與能量，超距作用只是電荷與電磁場彼此之間局域相互作用所產生的表觀效應。

## 愛因斯坦相對論

根據狭义相对论，光錐內部的每一點都可以通過小於光速的速度與當前事件建立因果聯繫。

根據阿爾伯特·愛因斯坦的狹義相對論，瞬時超距作用違反了信息傳遞速度的上限。假設兩個物體彼此相互作用，其中一個物體突然改變位置，另外一個物體會瞬時感受到影響，即信息傳遞速度比光速（光波傳播於真空的速度）還快，則此現象屬於「超距作用」。
相對論性引力理論必須滿足一個條件──信息傳遞速度必須低於光速。從先前高度成功的经典电磁学案例來看，相對論性引力理論可能需要使用場的概念或著其它類似概念。
愛因斯坦的廣義相對論已經對這問題給出解答，引力相互作用是倚靠時空幾何彎曲的機制來傳遞。物質促成了時空幾何彎曲，並且這效應如同電磁場一樣，是以光速傳遞。由於物質的存在，時空變為具有非歐幾何性質。在牛頓力學裏，空間作用於物體，但物體沒有作用於空間。在愛因斯坦相對論裏，物質作用於時空幾何，使時空幾何產生形變，而時空幾何也作用於物質，造成引力現象。

## 量子力學

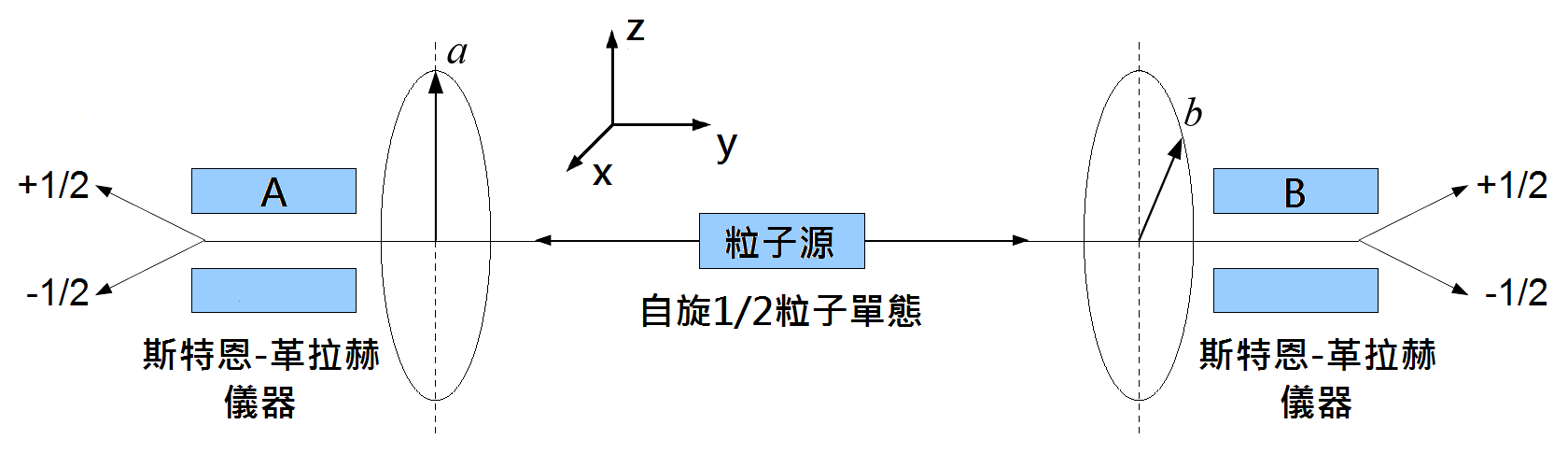
玻姆版本的EPR思想實驗。

20世紀，量子力學對於物理程序是否應該遵守局域論（排除超距作用）這問題給出了嶄新的挑戰。1935年，愛因斯坦、鮑里斯·波多爾斯基和納森·羅森共同提出了愛因斯坦-波多爾斯基-羅森思想實驗，後來知名為EPR佯謬，可以凸顯出局域實在論與量子力學完備性之間的矛盾。大致而言，假設兩個粒子相互作用後向相反方向移離，過了一段時間，雖然兩個粒子相隔極遠，彼此之間不存在任何經典相互作用，但是，若分別測量它們的性質所獲得的結果，則可發覺它們的性質非常怪異地相互關聯，意味著這其中可能存在某種超距作用。實際而言，量子力學的哥本哈根詮釋表明，這是因為波函數塌縮機制，一種違反狹義相對論的超距作用。
1953年，英国物理学家大卫·玻姆同样认为哥本哈根诠释对物理实在的解释是不完备的，需要附加的参量来描述，他从而提出隐變量理论（hidden variable theory）。1965年，北爱尔兰物理学家约翰·贝尔在提出贝尔不等式，为隐變量理论提供了实验验证方法。从二十世纪七十年代至今，对贝尔不等式的验证给出的大多数结果是否定的，這意味著隐變量理论不成立。這結果是否可以詮釋為支持非局域論（超距作用）的證據，必須依物理學者對於量子力學的詮釋而定。

## 參閱
- 量子隱形傳態